# Liste der Mitglieder des Staatsrats der DDR
Mit Stern (*) gekennzeichnete Mitglieder des Staatsrats der DDR waren im betreffenden Zeitraum auch Mitglieder des Politbüros der SED.

## Staatsrat vom 12. September 1960
Vorsitzender:
- Walter Ulbricht (SED*)

Stellvertreter:
- Otto Grotewohl (SED*)
- Johannes Dieckmann (LDPD)
- Gerald Götting (CDU)
- Heinrich Homann (NDPD)
- Manfred Gerlach (LDPD)
- Hans Rietz (DBD)

Mitglieder:
- Günter Christoph (SED)

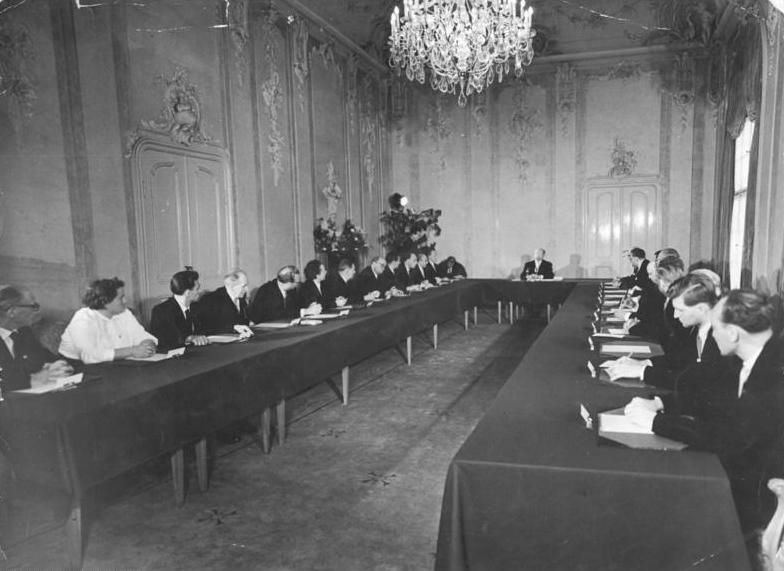
Konstituierende Sitzung des Staatsrates der DDR am 12. September 1960

- Erich Correns (Kulturbund,  Präsident des Nationalrates der Nationalen Front)
- Friedrich Ebert (SED*)
- Luise Ermisch (SED)
- Erich Grützner (FDGB)
- Friedrich Kind (CDU)
- Bernard Koenen (SED)
- Otto Krauss (LDPD)
- Bruno Leuschner (SED*)
- Karl Mewis (SED)
- Irmgard Neumann (DBD)
- Karl Polak (SED) am 27. Oktober 1963 verstorben
- Karl Rieke (SED)
- Hans Rodenberg (SED)
- Horst Schumann (FDJ)
- Peter Adolf Thiessen (parteilos)

Sekretär:
- Otto Gotsche (SED)

## Staatsrat vom 13. November 1963
Vorsitzender:
- Walter Ulbricht (SED*)

Stellvertreter:

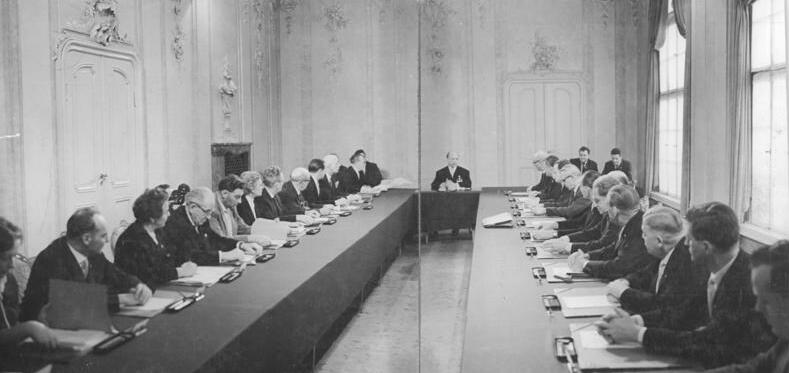
Konstituierende Sitzung des Staatsrates der DDR am 13. November 1963

- Otto Grotewohl (SED*) am 21. September 1964 verstorben
- Willi Stoph (SED*) am 24. September 1964 von der Volkskammer gewählt
- Johannes Dieckmann (LDPD)
- Gerald Götting (CDU)
- Heinrich Homann (NDPD)
- Manfred Gerlach (LDPD)
- Hans Rietz (DBD)

Mitglieder:
- Erich Correns (Kulturbund,  Präsident des Nationalrates der Nationalen Front)
- Friedrich Ebert (SED*)
- Erich Grützner (SED)
- Brunhilde Hanke (SED) am 19. November 1964 von der Volkskammer gewählt
- Lieselott Herforth (FDGB)
- Friedrich Kind (CDU)
- Bernard Koenen (SED) verstorben am 30. April 1964
- Else Merke (DBD)
- Günter Mittag (SED*)
- Anni Neumann (FDGB) am 19. November 1964 von der Volkskammer gewählt
- Christel Pappe (FDGB)
- Karl Rieke (SED)
- Hans Rodenberg (SED)
- Horst Schumann (FDJ)
- Klaus Sorgenicht (SED)
- Christian Steinmüller (NDPD)
- Willi Stoph (SED*) bis 24. September 1964
- Paul Strauß (SED)

Sekretär:
- Otto Gotsche (SED)

## Staatsrat vom 13. Juli 1967
Vorsitzender:
- Walter Ulbricht (SED*)

Stellvertreter:
- Willi Stoph (SED*)

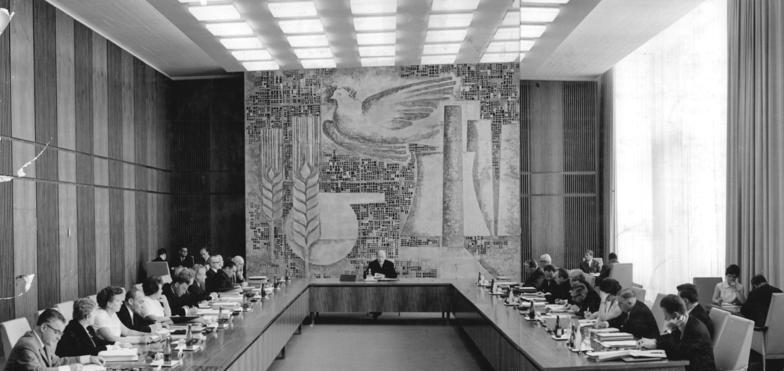
Konstituierende Sitzung des Staatsrates der DDR am 13. Juli 1967

- Johannes Dieckmann (LDPD) am 22. Februar 1969 verstorben
- Gerald Götting (CDU)
- Heinrich Homann (NDPD)
- Manfred Gerlach (LDPD)
- Hans Rietz (DBD)

Mitglieder:
- Erich Correns (Kulturbund,  Präsident des Nationalrates der Nationalen Front)
- Friedrich Ebert junior (SED*)
- Erich Grützner (SED)
- Brunhilde Hanke (SED)
- Lieselott Herforth (FDGB)
- Friedrich Kind (CDU)
- Else Merke (DBD)
- Günter Mittag (SED*)
- Anni Neumann (FDGB)
- Karl Rieke (SED)
- Hans Rodenberg (SED)
- Maria Schneider (FDGB)
- Horst Schumann (SED)
- Hans-Heinrich Simon (NDPD)
- Klaus Sorgenicht (SED)
- Paul Strauß (SED)
- Bruno Thalmann (LDPD) am 12. Mai 1969 als Nachfolger Dieckmanns gewählt

Sekretär:
- Otto Gotsche (SED)

## Staatsrat vom 26. November 1971
Vorsitzender:
- Walter Ulbricht (SED*) am 1. August 1973 verstorben
- Willi Stoph (SED*) am 3. Oktober 1973 von der Volkskammer als Nachfolger gewählt

Stellvertreter:
- Friedrich Ebert junior (SED*)
- Willi Stoph (SED*)
- Gerald Götting (CDU)
- Heinrich Homann (NDPD)
- Manfred Gerlach (LDPD)
- Hans Rietz (DBD)

Mitglieder:
- Kurt Anclam (LDPD)
- Friedrich Clermont (SED)
- Erich Correns (Kulturbund,  Präsident des Nationalrates der Nationalen Front)
- Willi Grandetzka (DBD)
- Erich Grützner (SED)
- Brunhilde Hanke (SED)
- Lieselott Herforth (FDGB)
- Erich Honecker (SED*)
- Friedrich Kind (CDU)
- Margarete Müller (SED)
- Bernhard Quandt (SED) am 3. Oktober 1973 von der Volkskammer gewählt
- Hans Rodenberg (SED)
- Klaus Sorgenicht (SED)
- Paul Strauß (SED)
- Ilse Thiele (DFD)
- Harry Tisch (SED) am 19. Juni 1975 von der Volkskammer gewählt
- Paul Verner (SED*)
- Rosel Walther (NDPD)
- Herbert Warnke (SED*) am 26. März 1975 verstorben

Sekretär:
- Heinz Eichler (SED)

## Staatsrat vom 29. Oktober 1976
Vorsitzender:
- Erich Honecker (SED*)

Stellvertreter:

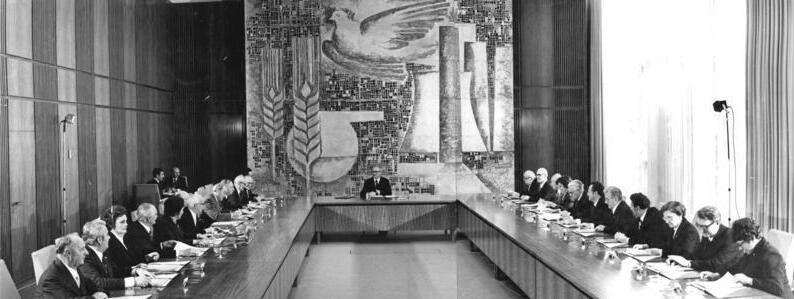
Konstituierende Sitzung des Staatsrates der DDR am 29. Oktober 1976

- Friedrich Ebert junior (SED*) am 4. Dezember 1979 verstorben
- Willi Stoph (SED*)
- Horst Sindermann (SED*)
- Manfred Gerlach (LDPD)
- Ernst Goldenbaum (DBD)
- Heinrich Homann (NDPD)
- Gerald Götting (CDU)

Mitglieder:
- Kurt Anclam (LDPD)
- Erich Correns (Kulturbund,  Präsident des Nationalrates der Nationalen Front) am 18. Mai 1981 verstorben
- Willi Grandetzka (DBD) am 14. April 1979 verstorben
- Kurt Hager (SED*)
- Brunhilde Hanke (SED)
- Lieselott Herforth (FDGB)
- Friedrich Kind (CDU)
- Günter Mittag (SED*) am 28. Juni 1979 von der Volkskammer gewählt
- Margarete Müller (SED)
- Albert Norden (SED*)
- Alois Pisnik (SED) am 3. Juli 1980 von der Volkskammer gewählt
- Bernhard Quandt (SED)
- Werner Seifert (DBD) am 28. Juni 1979 von der Volkskammer als Nachfolger für Grandetzka gewählt
- Klaus Sorgenicht (SED)
- Paul Strauß (SED)
- Ilse Thiele (DFD)
- Harry Tisch (SED*)
- Paul Verner (SED*)
- Rosel Walther (NDPD)

Sekretär:
- Heinz Eichler (SED)

## Staatsrat vom 25. Juni 1981
Vorsitzender:
- Erich Honecker (SED*)

Stellvertreter:
- Willi Stoph (SED*)
- Horst Sindermann (SED*)

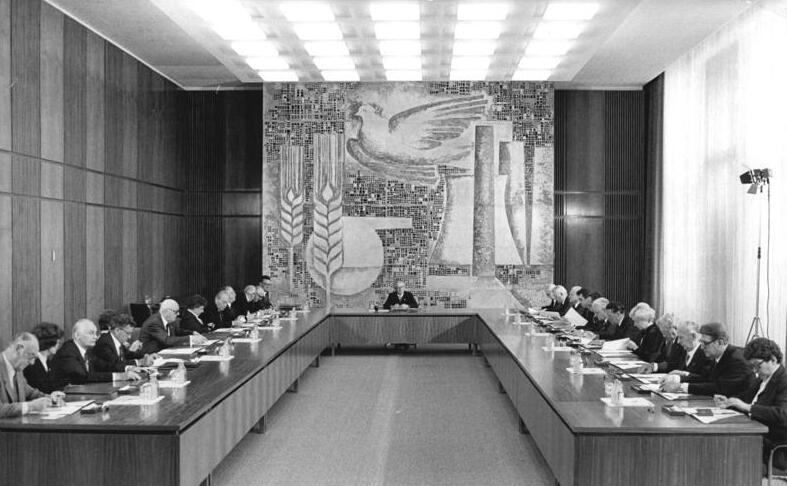
Konstituierende Sitzung des Staatsrates der DDR am 25. Juni 1981

- Paul Verner (SED*) am 15. Juni 1984 von der Volkskammer per Beschluss von dieser Funktion abberufen
- Manfred Gerlach (LDPD)
- Ernst Goldenbaum (DBD) am 2. Juli 1982 von der Volkskammer per Beschluss abberufen
- Egon Krenz (FDJ) am 15. Juni 1984 von der Volkskammer in diese Funktion gewählt
- Günter Mittag (SED*) am 15. Juni 1984 von der Volkskammer in diese Funktion gewählt
- Ernst Mecklenburg (DBD) am 2. Juli 1982 von der Volkskammer gewählt
- Heinrich Homann (NDPD)
- Gerald Götting (CDU)

Mitglieder:
- Kurt Anclam (LDPD)
- Werner Felfe (SED*)
- Kurt Hager (SED*)
- Brunhilde Hanke (SED)
- Lothar Kolditz (Kulturbund,  Präsident des Nationalrates der Nationalen Front) am 2. Juli 1982 von der Volkskammer gewählt
- Friedrich Kind (CDU)
- Egon Krenz (FDJ)
- Günter Mittag (SED*)
- Margarete Müller (SED)
- Konrad Naumann (SED*) am 15. Juni 1984 von der Volkskammer gewählt
- Alois Pisnik (SED)
- Bernhard Quandt (SED)
- Werner Seifert (DBD)
- Klaus Sorgenicht (SED)
- Paul Strauß (SED)
- Ilse Thiele (DFD)
- Harry Tisch (SED*)
- Johanna Töpfer (FDGB)
- Paul Verner (SED*) am 15. Juni 1984 von der Volkskammer per Beschluss in dieser Funktion bestätigt
- Rosel Walther (NDPD)

Sekretär:
- Heinz Eichler (SED)

## Staatsrat vom 16. Juni 1986 bis zum 5. April 1990
Vorsitzender:
- Erich Honecker (SED*) am 24. Oktober 1989 vom Amt entbunden
- Egon Krenz (SED*) am 24. Oktober 1989 als Nachfolger gewählt, am 6. Dezember 1989 vom Amt zurückgetreten
- Manfred Gerlach (LDPD) ab dem 6. Dezember 1989 amtierend

Stellvertreter:
- Willi Stoph (SED*) Amtsniederlegung am 16. November 1989, am 17. November 1989 vom Amt abberufen
- Horst Sindermann (SED*) Amtsniederlegung am 16. November 1989, am 17. November 1989 vom Amt abberufen
- Egon Krenz (SED*) ab 24. Oktober 1989 Staatsratsvorsitzender
- Günter Mittag (SED*) am 24. Oktober 1989 vom Amt abberufen
- Gerald Götting (CDU) am 17. November 1989 vom Amt abberufen
- Günther Maleuda (DBD) am 26. Juni 1987 von der Volkskammer gewählt
- Ernst Mecklenburg (DBD) am 26. Juni 1987 von der Volkskammer per Beschluss abberufen
- Heinrich Homann (NDPD) am 17. November 1989 vom Amt abberufen
- Manfred Gerlach (LDPD) ab 6. Dezember 1989 Staatsratsvorsitzender
- Manfred Mühlmann (NDPD) am 17. November 1989 von der Volkskammer gewählt

Mitglieder:
- Eberhard Aurich (FDJ) Bekanntgabe des Rücktritts am 29. Januar 1990 in der Volkskammer
- Fritz Dallmann (VdgB)
- Werner Felfe (SED*) am 7. September 1988 verstorben
- Peter Florin (SED) am 14. Dezember 1988 von der Volkskammer gewählt
- Kurt Hager (SED*) Amtsniederlegung am 16. November 1989, am 17. November 1989 vom Amt abberufen
- Brunhilde Hanke (SED)
- Leonhard Helmschrott (DBD)
- Friedrich Kind (CDU) Bekanntgabe des Rücktritts am 29. Januar 1990 in der Volkskammer
- Eveline Klett (DFD)
- Lothar Kolditz (Kulturbund,  Präsident des Nationalrates der Nationalen Front)
- Werner Krolikowski (SED*) am 14. Dezember 1988 von der Volkskammer gewählt; Amtsniederlegung am 16. November 1989, am 17. November 1989 vom Amt abberufen
- Gerhard Lindner (LDPD) am 17. November 1989 von der Volkskammer gewählt
- Peter Moreth (LDPD) am 17. November 1989 vom Amt abberufen
- Margarete Müller (SED) Bekanntgabe des Rücktritts am 11. Januar 1990 in der Volkskammer
- Alois Pisnik (SED)
- Bernhard Quandt (SED)
- Klaus Sorgenicht (SED) Bekanntgabe des Rücktritts am 29. Januar 1990 in der Volkskammer
- Paul Strauß (SED) Bekanntgabe des Rücktritts am 29. Januar 1990 in der Volkskammer
- Ilse Thiele (DFD) Bekanntgabe des Rücktritts am 11. Januar 1990 in der Volkskammer
- Harry Tisch (SED*) Amtsniederlegung am 16. November 1989, am 17. November 1989 vom Amt abberufen
- Johanna Töpfer (FDGB) Suizid am 7. Januar 1990
- Rosel Walther (NDPD)
- Monika Werner (SED)

Sekretär:
- Heinz Eichler (SED)